# Bundesliga Femenina 2021-22
La Bundesliga Femenina 2021-22 fue la 32.ª edición de la máxima categoría de la liga de fútbol femenino de Alemania. Comenzó el 27 de agosto de 2021 y finalizó el 15 de mayo de 2022.

## Equipos
| Equipo              | Ciudad                | Estadio                            | Capacidad |
| ------------------- | --------------------- | ---------------------------------- | --------- |
| VfL Wolfsburgo      | Wolfsburgo            | AOK Stadium                        | 5.200     |
| FC Bayern Múnich    | Múnich                | FC Bayern Campus                   | 2.500     |
| 1899 Hoffenheim     | Hoffenheim            | Dietmar Hopp Stadion               | 6.350     |
| Turbine Potsdam     | Potsdam               | Karl-Liebknecht-Stadion            | 10.786    |
| SGS Essen           | Essen                 | Stadion Essen                      | 20.000    |
| Eintracht Fráncfort | Fráncfort del Meno    | Stadion am Brentanobad             | 5.500     |
| SC Friburgo         | Friburgo de Brisgovia | Möslestadion                       | 18.000    |
| SC Sand             | Willstätt             | Kühnmatt Stadion                   | 2.000     |
| Carl Zeiss Jena     | Jena                  | Ernst-Abbe-Sportfeld               | 10.800    |
| Bayer 04 Leverkusen | Leverkusen            | Jugendleistungszentrum Kurtekotten | 1.140     |
| 1. FC Colonia       | Colonia               | Südstadion                         | 11.748    |
| Werder Bremen       | Bremen                | Weserstadion Platz 12              | 1.000     |

## Clasificación
| Pos. | Equipo              | Pts. | PJ | G  | E | P  | GF | GC | Dif. | Clasificación o descenso                       |
| ---- | ------------------- | ---- | -- | -- | - | -- | -- | -- | ---- | ---------------------------------------------- |
| 1    | VfL Wolfsburg (C)   | 59   | 22 | 19 | 2 | 1  | 82 | 16 | +66  | Clasifica a Liga de Campeones                  |
| 2    | FC Bayern Múnich    | 55   | 22 | 18 | 1 | 3  | 78 | 18 | +60  | Clasifica a segunda ronda de Liga de Campeones |
| 3    | Eintracht Frankfurt | 46   | 22 | 15 | 1 | 6  | 49 | 26 | +23  | Clasifica a segunda ronda de Liga de Campeones |
| 4    | Turbine Potsdam     | 43   | 22 | 13 | 4 | 5  | 52 | 29 | +23  |                                                |
| 5    | 1899 Hoffenheim     | 41   | 22 | 12 | 5 | 5  | 56 | 32 | +24  |                                                |
| 6    | SC Friburgo         | 32   | 22 | 9  | 5 | 8  | 40 | 31 | +9   |                                                |
| 7    | Bayer 04 Leverkusen | 22   | 22 | 6  | 4 | 12 | 31 | 50 | −19  |                                                |
| 8    | 1. FC Colonia       | 22   | 22 | 5  | 7 | 10 | 22 | 45 | −23  |                                                |
| 9    | Werder Bremen       | 18   | 22 | 4  | 6 | 12 | 9  | 46 | −37  |                                                |
| 10   | SGS Essen           | 17   | 22 | 4  | 5 | 13 | 23 | 41 | −18  |                                                |
| 11   | SC Sand (D)         | 13   | 22 | 3  | 4 | 15 | 16 | 45 | −29  | Descenso a 2. Bundesliga Femenina              |
| 12   | Carl Zeiss Jena (D) | 5    | 22 | 1  | 2 | 19 | 9  | 88 | −79  | Descenso a 2. Bundesliga Femenina              |

 Fuente: DFB
Criterios de clasificación: 1) Puntos; 2) Diferencia de goles; 3) Goles marcados.

## Resultados
| Local \ Visitante   | BRE | ESS | FRA | FRE | HOF | JEN | KÖL | LEV | MUN | POT | SAN | WOL  |
| ------------------- | --- | --- | --- | --- | --- | --- | --- | --- | --- | --- | --- | ---- |
| Werder Bremen       | —   | 1–0 | 1–0 | 0–0 | 0–1 | 0–2 | 0–0 | 0–3 | 0–2 | 0–5 | 1–0 | 0–2  |
| SGS Essen           | 0–0 | —   | 0–2 | 0–1 | 0–0 | 3–0 | 1–1 | 1–1 | 1–2 | 0–5 | 4–1 | 1–5  |
| Eintracht Frankfurt | 4–0 | 1–0 | —   | 1–2 | 3–2 | 6–0 | 4–0 | 2–1 | 3–2 | 3–3 | 2–1 | 1–4  |
| SC Friburgo         | 1–0 | 3–0 | 0–1 | —   | 1–3 | 7–1 | 2–2 | 1–2 | 0–3 | 0–0 | 7–1 | 2–2  |
| 1899 Hoffenheim     | 7–1 | 2–1 | 2–1 | 2–1 | —   | 6–0 | 1–1 | 7–1 | 2–4 | 1–2 | 3–3 | 2–1  |
| Carl Zeiss Jena     | 1–1 | 0–4 | 0–4 | 1–5 | 1–5 | —   | 1–3 | 0–3 | 0–4 | 0–6 | 1–4 | 1–10 |
| 1. FC Colonia       | 1–1 | 2–1 | 1–2 | 0–0 | 1–2 | 2–0 | —   | 1–1 | 0–6 | 1–3 | 1–0 | 1–5  |
| Bayer 04 Leverkusen | 1–1 | 1–2 | 0–1 | 2–3 | 0–3 | 2–0 | 3–4 | —   | 0–3 | 2–0 | 2–0 | 1–1  |
| FC Bayern Múnich    | 8–0 | 4–0 | 4–2 | 4–0 | 3–1 | 3–0 | 6–0 | 7–1 | —   | 5–0 | 4–0 | 0–1  |
| Turbine Potsdam     | 5–0 | 3–2 | 0–2 | 2–1 | 3–3 | 5–0 | 2–0 | 4–2 | 1–1 | —   | 2–0 | 0–3  |
| SC Sand             | 0–1 | 1–1 | 0–2 | 0–2 | 1–1 | 0–0 | 1–0 | 2–1 | 0–3 | 0–1 | —   | 1–2  |
| VfL Wolfsburg       | 3–1 | 5–1 | 3–2 | 4–1 | 3–0 | 5–0 | 3–0 | 7–1 | 6–0 | 3–0 | 4–0 | —    |

## Estadísticas

### Máximas goleadoras
| Puesto | Jugadora         | Club                | Goles |
| ------ | ---------------- | ------------------- | ----- |
| 1      | Lea Schüller     | Bayern Munich       | 16    |
| 2      | Selina Cerci     | Turbine Potsdam     | 13    |
| 2      | Tabea Waßmuth    | VfL Wolfsburg       | 13    |
| 4      | Nicole Billa     | 1899 Hoffenheim     | 12    |
| 4      | Laura Freigang   | Eintracht Frankfurt | 12    |
| 4      | Chantal Hagel    | 1899 Hoffenheim     | 12    |
| 7      | Hasret Kayikçi   | SC Freiburg         | 11    |
| 7      | Lara Prašnikar   | Eintracht Frankfurt | 11    |
| 9      | Melissa Kössler  | Turbine Potsdam     | 10    |
| 9      | Maximiliane Rall | Bayern Munich       | 10    |
| 9      | Jill Roord       | VfL Wolfsburg       | 10    |